# 颜安乐
顏安樂（?—?），西汉今文春秋学“颜氏学”的开创者。字公孙。鲁国薛（今山东滕县东南）人。曾任齐郡太守丞。与严彭祖从眭孟受《春秋公羊传》。宣帝时，立为博士。著作已佚，清马国翰《玉函山房辑佚书》辑有《公羊严氏春秋》和《春秋公羊颜氏记》。

## 延伸阅读
[在维基数据编辑]
 《漢書·卷088》，出自班固《漢書》